# 板谷宮吉 (初代)
初代 板谷 宮吉（いたや みやきち、1857年2月4日（安政4年1月10日） - 1924年（大正13年）5月13日）は、日本の実業家、政治家。北海道の海運王と呼ばれた。

## 経歴
越後国刈羽郡宮川村（のち新潟県刈羽郡高浜町大字宮川、現柏崎市）で板谷善左衛門の四男として生まれ、兄・常太の養嗣子となる。
明治3年（1870年）北海道渡島国松前に渡り、1875年、小樽に移って海産物商に奉公した。1882年に独立して米穀雑貨の販売業を営む。1893年、小型汽船を購入し、これが海運業を営むきっかけとなった。1899年、兄・常太と板谷合名を創立し、物産販売、倉庫業、醸造業、海運業、鉱業、農業、漁業を営んだ。1912年、板谷合名を板谷商船に改組した。また、樺太庁長官の要請に応えて樺太銀行を設立し頭取を務めた。
その他、小樽米穀株式外五品取引所理事、小樽商業会議所議員、小樽税務署所得税調査委員、小樽区会議員、小樽商業会議所商務部長、小樽海産物商組合長、小樽商業会議所副会頭、同会議所特別議員、日本船主同盟会理事などを務めた。

## 親族
- 長男 板谷宮吉 (2代)[5]
- 養子 板谷順助（長女イクの夫）[1]